# Quartinia candida
Quartinia candida är en stekelart som beskrevs av Gusenleitner 1997. Quartinia candida ingår i släktet Quartinia och familjen Masaridae. Inga underarter finns listade i Catalogue of Life.